# سنگ سرنوشت

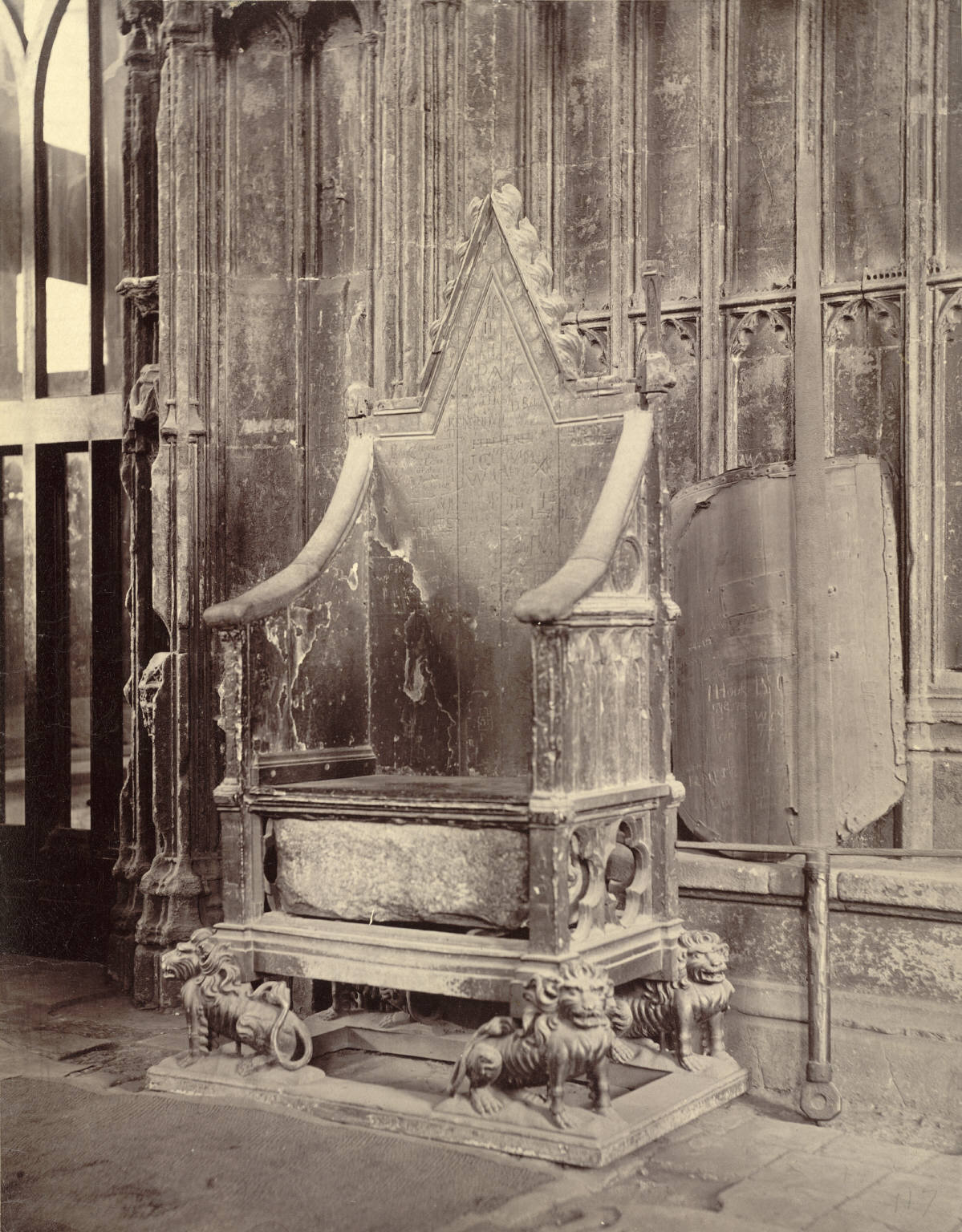
سنگ سرنوشت در جایگاه ویژه در زیر صندلی تاج‌گذاری در کلیسای وست‌مینستر (عکس ح. ۱۸۷۵ – ح. ۱۸۸۵). در سال ۱۹۱۴ این سنگ در اثر بمب‌گذاری سافرجت‌ها از وسط شکسته شد.

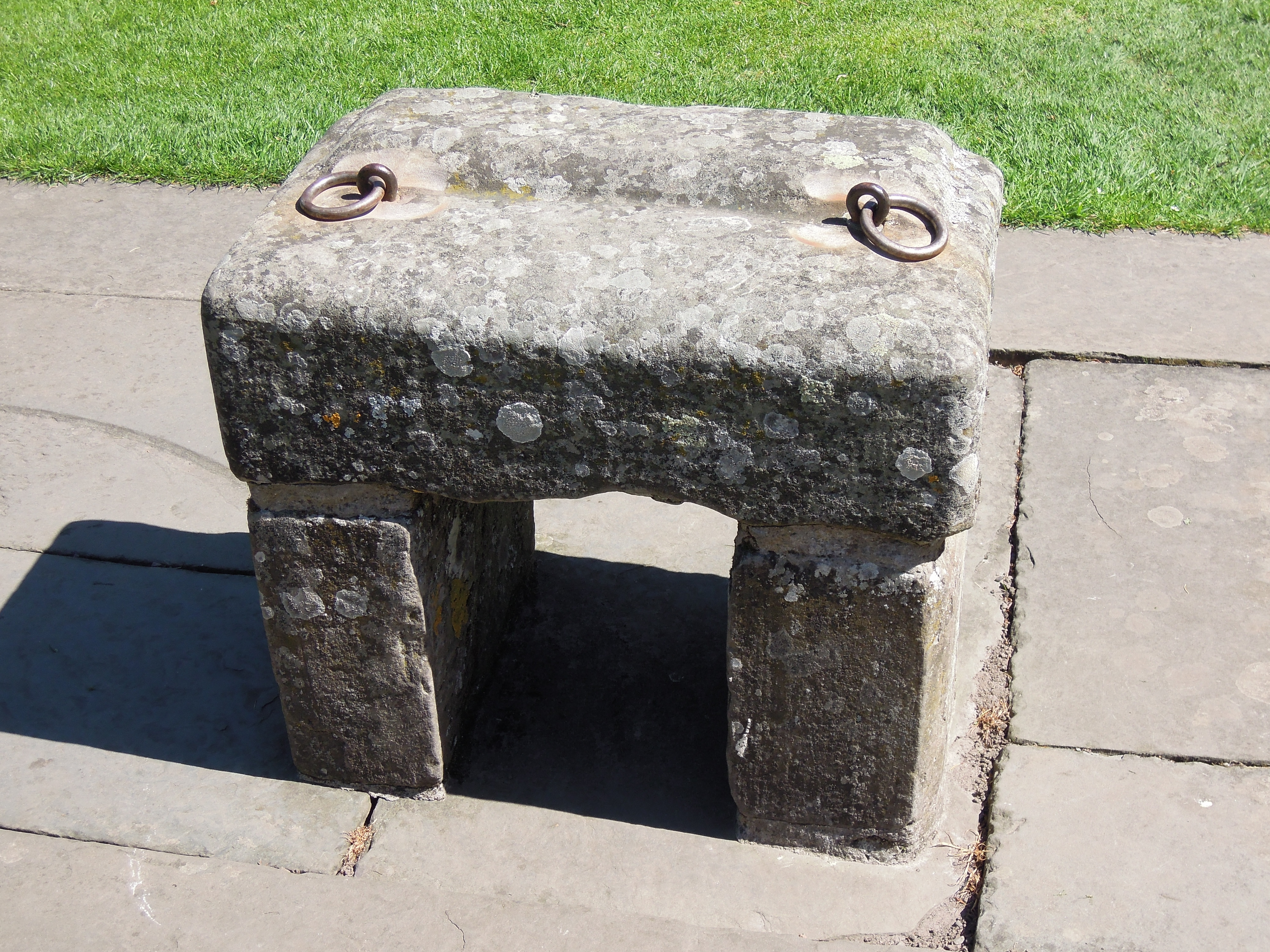
نمونه مشابه سنگ سرنوشت

سنگ سرنوشت (گیلی اسکاتلندی: An Lia Fàil) یکی از ارکان و مولفه‌های تاریخی تاج‌گذاری فرمانروای بریتانیا و اسکاتلند است. این سنگ، یک بلوک مستطیلی شکل از جنس ماسه‌سنگ قرمز است که از سده ۱۳ (میلادی) در تاجگذاری پادشاهان مورد استفاده تشریفاتی قرار می‌گرفته‌است. این سنگ قدیمی در کلیسای اسکون و در اسکون، پرت و کینروس واقع شده و به همین جهت بیشتر اوقات با عنوان سنگ اسکون هم شناخته می‌شود.

## تاریخچه
اسکاتلند امروزی از سه بخش اصلی دال‌ریاتا («آرگیل» امروزی)، پیکت، و نورتامبریای آنگلو‌ساکسون تشکیل شده بود. سنگ سرنوشت در آغاز در مراسم تاجگذاری پادشاهان دال‌ریاتا استفاده می‌شد. یکی از پادشاهان مهم آن دوران در دال‌ریاتا به نام کِنِت مک‌آلپین یا کِنِت اول پایتخت و تاج‌و‌تخت خود را به اسکون، جابجا کرد و این سنگ را هم با خود به آنجا ‌برد. از آن هنگام به بعد همه پادشاهان اسکاتلند در موت‌هیل واقع در اسکون تاج‌گذاری کردند.
در سده ۱۳ (میلادی) در میانه جنگ‌های استقلال اسکاتلند از انگلستان، در سال ۱۲۹۶ پادشاه انگلستان، ادوارد یکم  به اسکاتلند حمله کرد و سنگ اسکون را تصاحب کرد. سپس این سنگ به کلیسای جامع وست‌مینستر منتقل شد و ادوارد اول تخت ویژه‌ای ساخت که سنگ درون آن قرار داده می‌شود.

## سرقت و بازگشت
در نخستین ساعات صبحگاه روز کریسمس سال ۱۹۵۰ چهار دانشجوی اهل گلاسگو به رهبری مردی به نام یان همیلتون در جهت استقلال اسکاتلند آنها  روز کریسمس وارد کلیسای وست‌مینستر شدند و سنگ سرنوشت را دزدیدند.
همیلتون سنگ را نماد اسکاتلند می‌دانست و بسیاری از مردم اسکاتلند نیز باور دارند که این سنگ در تاریخ این کشور نقش مهمی دارد.
چند ماه بعد این سنگ سرنوشت را در کلیسای جامع آربروت قرار گرفت. این مکان در تاریخ استقلال اسکاتلند اهمیت فراوانی دارد. در سال ۱۹۵۳ سنگ سرنوشت به وست‌مینستر بازگردانده شد و در مراسم تاجگذاری ملکه الیزابت دوم از آن استفاده شد.

## بازگشت به اسکاتلند
در سال ۱۹۹۶ تصمیم گرفته شد که سنگ به دژ ادینبرو منتقل شود. امروز این سنگ در کنار جواهرات سلطنتی اسکاتلند در گنجینه دژ ادینبرو نگهداری می‌شود.